# CJ in the USA
CJ in the USA è un videogioco a piattaforme pubblicato nel 1991 per Commodore 64 e ZX Spectrum, nel 1992 per Amiga e Atari ST e nel 1993 per MS-DOS dall'editrice a basso costo Codemasters. Si controlla il piccolo elefante cartonesco CJ attraverso luoghi tipici degli Stati Uniti d'America.
È il seguito di CJ's Elephant Antics (1991), uscito per gli stessi computer, e fu seguito a sua volta da CJ: Elephant Fugitive (1994) per console Game Gear, ultimo della trilogia.
Il seguito per computer previsto nel 1992 era CJ in Space, che non si è mai concretizzato. Un ulteriore seguito previsto per computer era CJ's Island Antics, anche noto come CJ's 4th Adventure, anch'esso infine non pubblicato; però era stato effettivamente sviluppato per Commodore 64, non dagli stessi autori del predecessore, e uscì nel 1995 con il titolo Jimbo, senza più riferimenti alla serie di CJ, sulla rivista con floppy tedesca Magic Disk 64.

## Trama
L'elefantino CJ deve salvare i suoi familiari rapiti da un cacciatore e portati dall'Africa negli USA. Sono intrappolati in diversi luoghi degli USA e CJ deve liberarli un po' alla volta affrontando quattro percorsi pieni di avversari:
1. dal Porto di New York a Central Station. Si combattono animali, poliziotti corrotti e bande di strada.
2. da Chicago alle Black Hills del Dakota. Si combattono personaggi tipici del West e infine il Bigfoot.
3. da San Francisco a Los Angeles. Si combattono giocatori di football americano e il Ku Klux Klan, infine un enorme cestista.
4. da Cape Canaveral a Disneyland. Qui si arriva allo scontro finale con il cacciatore.

## Modalità di gioco
Si controlla un elefantino in un grande e intricato scenario bidimensionale a scorrimento multidirezionale, con percorsi tortuosi tra molte piattaforme di varie dimensioni. Possono partecipare uno o due giocatori in cooperazione in simultanea con un elefante a testa. L'obiettivo di ogni livello è trovare e raggiungere alcuni familiari di CJ da salvare, e infine trovare il luogo conclusivo, uno stanzone dove si deve sconfiggere un boss.
L'elefante può camminare a destra e sinistra e saltare. Per combattere i nemici può sparare arachidi in orizzontale dalla proboscide, con gittata e munizioni illimitate. Può lanciare bombe, che fanno una corta traiettoria a parabola e uccidono in un sol colpo, ma queste sono in quantità limitata e inizialmente non se ne hanno affatto. Quando l'elefante cade da un'altezza rilevante apre un ombrello per rallentare e atterrare senza danni; mentre scende si può deviare a destra e sinistra, ma non si può sparare.
I nemici comuni sono diversi tipi di animali o persone che si muovono in modo ripetitivo e tolgono una vita all'elefante se lo toccano. Alcuni nemici possono anche lanciare oggetti letali. Quando vengono eliminati possono lasciare un power-up, che dev'essere raccolto rapidamente altrimenti scompare. Può trattarsi di riserve di bombe, pillole di invincibilità temporanea o cibo che aumenta il punteggio.
Nello scenario possono trovarsi anche punte fisse, letali se toccate, e piccole piattaforme mobili.
Ci sono in tutto quattro livelli, ciascuno con un diverso scenario, diversi temi estetici che a volte richiamano luoghi degli USA, tipi di nemici in parte differenti, e un diverso boss. Le conformazioni dei quattro livelli sono praticamente le stesse in tutte le versioni del gioco. Si dispone di ben 9 vite, quantità adeguata alla difficoltà del gioco.

## Sviluppo
Il game design di CJ in the USA, come anche lo sviluppo della prima versione per ZX Spectrum, fu assegnato alla Big Red Software (azienda britannica, autrice di molti titoli per la Codemasters, qualche anno dopo acquisita dalla Eidos Interactive).
Il gioco per Spectrum inizialmente aveva il titolo provvisorio di CJ's American Antics.
La Genesis Software, che aveva sviluppato con successo il precedente CJ's Elephant Antics, in questo caso per ragioni sconosciute ricevette solo l'incarico di realizzare le conversioni per gli altri computer, copiando il design della versione Spectrum.

## Accoglienza
CJ in the USA nelle versioni ZX Spectrum e Commodore 64 ricevette giudizi molto buoni dalla stampa europea, con voti complessivi generalmente sopra l'80%, tra cui un titolo di Crash Smash (91%).
Anche nella versione Amiga di solito i giudizi furono piuttosto buoni e superiori al 70%, con l'eccezione della rivista Amiga Power che fu estremamente negativa (19%), criticando tra l'altro la cattiva risposta ai controlli e la possibilità di un bug che lascia l'elefante irrimediabilmente bloccato.